# Universitat àrab d'Amman
La Universitat Àrab d'Amman (àrab: جامعة عمان العربي, Jāmiʿat ʿAmmān al-ʿArabiyya) és una universitat d'Amman, Jordània. Està especialitzada en estudis de postgrau.

## Facultats
- Facultat de Ciències de l'Educació i Psicologia
- Facultat de Tecnologies de la Informació
- Facultat de Negocis
- Facultat de Dret
- Facultat de Farmàcia
- Facultat d'Enginyeria

## Rectors
- Said Al-Tal (2000-2012)[1]
- Amin Mahmoud (2013-2013)[2]
- "Muhammad Subhi" Abu-Salih (2013-2013) (rector en funcions)[3]
- Farid Abu Zina (2013-2014) (rector en funcions)
- Mahmoud Al-Sheyyab (2014-2014)
- "Mohamed Nazieh" Hamdi (2014-2014) (rector en funcions)
- Omar Al-Jarrah (2014-2016)
- Ghassan Kanaan (2016-2017) actuant
- Maher Saleem (2017-2020)
- Khaled Al Tarawneh (2020-2020) actuant
- Mohammad Al-Widyan (actual rector)